# Urna (Volumenmaß)
Urna war ein antikes römisches Volumenmaß.

## Etymologie
Urna kommt aus dem Mittellateinischen und bedeutet Krug bzw. Wasserkrug. In der Lyrik wurde damit auch der Topf gemeint (argenti).
Ebenso waren im Lateinischen verschiedene Wendungen mit urna gebräuchlich, die alle im Zusammenhang mit „losen“, „Wahl durch das los“, „Schicksalsurne“ oder „das letzte Los zugeteilt bekommen“ (omnium versatur urnā sors exitura) stehen.

## Herkunft
Die Urna bezeichnete im alten Rom einen geeichten Eimer oder Krug zum Messen von Flüssigkeitsvolumina.
Auch im heutigen deutschen Raum wurde mit diesem Maß gemessen. Die Bodenurne (Grundwort zu mhd. ürn) war ein besonders für die Abgabe von Wein gebräuchliches Flüssigkeitsmaß, weshalb man auch von Bodenwein sprach.

## Umrechnung
- 1 Culleus (Schlauch) = 20 Amphora = 40 Urna
- 1 Urna = 2 Palmus[3] = 4 Congius = 192 Acetabula ≈ 13,013 Liter

Laut Gehler & Brades ist die Maßkette:
- 26,026 968 566 366 204 l = 1 Quadrantal/Amphora/Kubikfuß (Eimer) = 3 Modius (Scheffel) = 2 Urna = 8 Congius = 48 Sester/Sextarius (Metze) = 96 Hemina = 192 Quartarius = 384 Acetabulum (Essiggefäß) = 576 Cyathus = 2304 Ligula/ Löffel